# Rosana Hribar
Rosana Hribar, slovenska plesalka in koreografinja, * 25. november 1973, Novo mesto.
Leta 2015 je prejela nagrado Prešernovega sklada, leta 2011 pa Župančičevo nagrado.

## Film
- Posledice (2018)
- Desperado Tonic (2004)
- 10 let (2010)